# Liste der Naturdenkmale in Östringen
| Naturdenkmale | Anzahl |
| ------------- | ------ |
| FND           | 7      |
| END           | 1      |
| Gesamt        | 8      |

Die Liste der Naturdenkmale in Östringen nennt die verordneten Naturdenkmale (ND) der im baden-württembergischen Landkreis Karlsruhe liegenden Stadt Östringen. In Östringen gibt es insgesamt acht als Naturdenkmal geschützte Objekte, davon sieben flächenhafte Naturdenkmale (FND) und ein Einzelgebilde-Naturdenkmal (END).
Stand: 1. November 2016.

## Flächenhafte Naturdenkmale (FND)
| Name                     | Bild | Kennung     | Einzelheiten | Position | Fläche Hektar | Datum         |
| ------------------------ | ---- | ----------- | --- | -------- | ------------- | ------------- |
| Heide am Hatzelberg      | BW   | 82150640007 | Östringen | ⊙        | 1,4           | 17. Okt. 1988 |
| Hohle am Hatzelberg      | BW   | 82150640003 | Östringen | ⊙        | 0,4           | 17. Okt. 1988 |
| Hohle Weißer Weg         |      | 82150640004 | Östringen, Odenheim landschaftstypischer Hohlweg im Kraichgau | ⊙        | 0,7           | 17. Okt. 1988 |
| Hohle zum Kaspershäusle  | BW   | 82150640005 | Östringen | ⊙        | 0,3           | 17. Okt. 1988 |
| Kapellenberg             | BW   | 82150640001 | Östringen | ⊙        | 0,2           | 15. März 1984 |
| Silzbrunnen              |      | 82150640006 | Östringen, Odenheim Das Naturdenkmal „Silzbrunnen“ verfügt über einen seltenen Ahorn-Eschen-Wald und mehrere am Hangfuß austretende Sickerquellen (teilweise mit Kalksinterbildung). | ⊙        | 3,8           | 17. Okt. 1988 |
| Spiegelberg              |      | 82150640008 | Östringen | ⊙        | 0,6           | 9. Nov. 1993  |
| Legende für Naturdenkmal |      |             | |          |               |               |

## Einzelgebilde (END)
| Name                     | Bild | Kennung     | Einzelheiten | Position | Fläche Hektar | Datum        |
| ------------------------ | ---- | ----------- | ------------ | -------- | ------------- | ------------ |
| 2 Waldspeierlinge im Hub | BW   | 82150640002 | Östringen    | ⊙        | 0,0           | 9. Dez. 1987 |
| Legende für Naturdenkmal |      |             |              |          |               |              |